# وکیانو
وچینو (به ایتالیایی: Vecchiano) یک کومونه در ایتالیا است که در استان پیزا واقع شده‌است.

## خصوصیات
وچینو ۶۷٫۴ کیلومترمربع مساحت و ۱۲٬۴۵۴ نفر جمعیت دارد و ۵ متر بالاتر از سطح دریا واقع شده‌است.